# 東京家族 (電影)
《東京家族》（とうきょうかぞく）是由日本導演山田洋次所執導的電影，於2013年1月在日本上映，根據小津安二郎的經典名作《東京物語》翻拍，與配樂製作久石讓共同向逝世五十週年的小津安二郎導演致敬。

## 劇情簡介
居住在瀨戶內海小島上的平山夫婦（橋爪功、吉行和子飾演），為了和在都市工作的兒女見面，大老遠的來到東京探親。大兒子幸一（西村雅彥飾演）是大家都稱羨的醫生，也是讓平山夫婦感到最驕傲的孩子；在東京經營理髮店的二女兒滋子（中嶋朋子飾演），是家族裡頭唯一的女孩，自幼備受父親寵愛；最小的兒子昌次（妻夫木聰飾演）最令大家擔心，從事自由業，過著有一天沒一天的生活。
從鄉村來到都市的平山夫婦一開始受到這群久未相見的孩子們熱情迎接，但卻因為彼此生活步調的差異，逐漸開始出現摩擦。

## 演員
- 平山周吉（橋爪功飾, 粵語配音：TVB：譚炳文；Viutv：譚漢華）：住在廣島縣大崎島上的72歲老人，原為教職員。
- 平山富子（吉行和子飾, 粵語配音：TVB：袁淑珍；Viutv：鄧潔麗）：周吉的妻子，68歲。
- 平山幸一（西村雅彦飾, 粵語配音：TVB：朱子聰；Viutv：鄧燦陽）：周吉的長子，在東京郊區開設診所，主治小兒科。
- 平山文子（夏川結衣飾, 粵語配音：TVB：曾佩儀；Viutv：王夢華）：幸一的妻子。
- 金井滋子（中嶋朋子飾, 粵語配音：TVB：梁少霞；Viutv：姜嘉蕾）：周吉的長女，美髮師，於東京都內經營美髮院。
- 金井庫造（林家正藏飾, 粵語配音：TVB：陳永信；Viutv：陳力航）：滋子的丈夫。
- 平山昌次（妻夫木聰飾,粵語配音：TVB：陳卓智；Viutv：杜景煜）：周吉的二兒子，在東京都內擔任舞台美術助手。
- 間宮紀子（蒼井優飾,粵語配音：TVB：張頌欣；Viutv：陳雪瑩)：昌次的女朋友，在書店工作。
- 沼田三平（小林稔侍飾,粵語配音： TVB：黃子敬；Viutv：黎家希）：周吉昔日好友。
- 加代（風吹純飾,粵語配音：TVB：蔡惠萍；Viutv：梁瑞芬）：居酒屋老闆娘。
- 服部京子（茅島成美飾, 粵語配音：TVB：林丹鳳）：周吉已逝去好友的妻子。
- 平山實（柴田龍一郎飾,粵語配音：TVB：鍾見麟）：幸一的大兒子，中學生。
- 平山勇（丸山歩夢飾, 粵語配音：TVB：伍秀霞）：幸一的二兒子。小學生。
- 由紀（荒川千佳飾, 粵語配音：TVB：何寶珊）：周吉老家附近的中學生。

## 關聯項目
- 東京物語

## 播放時間
| 香港 ViuTV 星期六20:30-23:45節目 | 香港 ViuTV 星期六20:30-23:45節目                                | 香港 ViuTV 星期六20:30-23:45節目 |
| -------------------------------- | --------------------------------------------------------------- | -------------------------------- |
|                                  | （亞洲聯合財務YES UA呈獻：週六好戲勢）東京家族 （2021年2月6日） |                                  |
| 亞洲早晨 (2021年2月6日)          | 七大罪 （2021年2月6日）                                         |                                  |

## 外部連結
- 《東京家族》官方網站 （页面存档备份，存于）
- 《東京家族》在網路電影資料庫上的頁面 （页面存档备份，存于）
- 豆瓣电影上《東京家族》的資料 （简体中文）